# 桑加伦
桑加伦，是西班牙阿拉贡自治区韦斯卡省的一个市镇。总面积32平方公里，总人口250人（2001年），人口密度8人/平方公里。